# 梅開先
梅開先（16世紀—17世紀），字伯阳，號岣嵝，湖廣武昌府江夏县人，明朝政治人物。

## 生平
六月二十九日生，治易经。萬曆十年（1582年）壬午科湖广乡试第十二名舉人，二十三年（1595年）乙未科會試第一百二十四名，廷試三甲第九十一名進士，户部觀政，本年八月授直隶太湖县知县，丁憂，二十六年補任河南仪封县知县，二十七年調任固始县知县，卒于官。

## 家族
曾祖梅景，县丞。祖梅纪，庠生。父梅周庠，儒官。前母吴氏、李氏，母吴氏。具庆下。弟開盛（廪生）。娶王氏，继娶尹氏。子梅鼎臣、梅鼎佐。